# Weißes Roß (Braunschweig)

Werbung von 1935, mit dem Hinweis: Altes historisches Lokal seit 600 Jahren

Das Weiße Roß war ein Gasthaus im Nordwesten der Stadt Braunschweig, das mindestens seit 1641, möglicherweise jedoch schon seit dem frühen 14. Jahrhundert bestand.

## Geschichte
Der Wirtshausname „Weißes Roß“ erscheint bereits im Jahre 1330 in verschiedenen Chroniken. Damals allerdings für ein Wirtshaus, das sich im nordwestlichen Bereich der Stadt Braunschweig auf dem Rennelberg, zwischen dem Petritor und der Stadtbefestigung befand. Dort wurde es auch zwischen 1641 (erste urkundliche Erwähnung) und 1705 mehrfach genannt. Es lag etwa dort, wo sich heute die Freisestraße (früher Pfleghausstraße, benannt nach dem dortigen „Pflegehaus“, einem Krankenhaus), die Reste des Kreuzklosters und die JVA Rennelberg befinden.

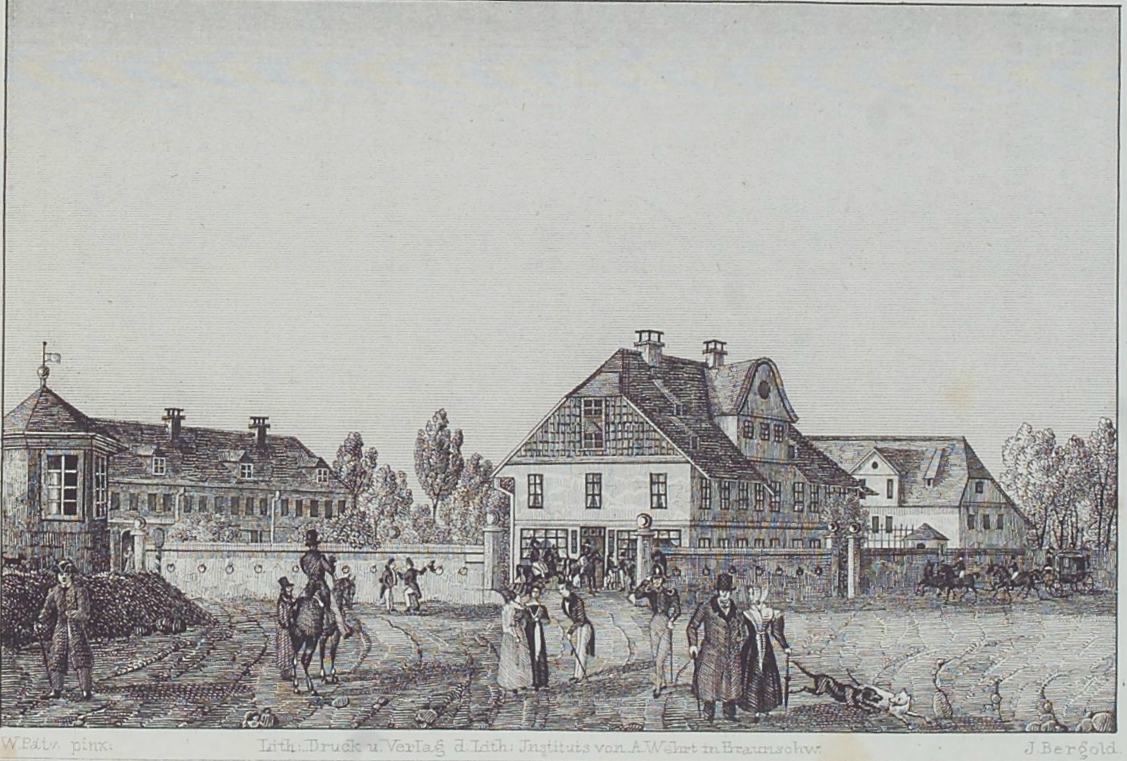
Lithografie von Wilhelm Pätz, Mitte des 19. Jahrhunderts

Als die Verteidigungsanlagen der Stadt zwischen 1717 und 1719 modernisiert wurden, mussten die Bewohner des Rennelberges das Gebiet verlassen. Ihre Häuser wurden ebenso wie das „Weiße Roß“ abgerissen, um freies Sicht- und Schussfeld zu haben. Die herzogliche Kommission zur Verwaltung des öffentlichen Grundbesitzes ließ daraufhin nur etwa 500 m nordwestlich vom ursprünglichen Ort, an der Kreuzung damals strategisch wichtiger, aus Westen und Norden kommender Heer- und Fernhandelsstraßen eine neue Wirtschaft gleichen Namens errichten. Der Ort ist heute an der Kreuzung Celler Straße und Neustadtring (B 1). Das Wirtshaus war zunächst eine Anlaufstelle für all jene Reisenden, die es vor Schließung der Stadttore nicht mehr geschafft hatten nach Braunschweig hinein zu kommen. 1718 wurden deshalb Stallungen auf den Ländereien errichtet, die das nahe gelegene Kreuzkloster dafür abgetreten hatte, 1720 erfolgte die Anlage eines Gartens für das Wirtshaus, wiederum auf ehemaligem Grund des Klosters. 1726 schließlich erwarb Hans Meyer als erster Privatbesitzer das Gasthaus für 2100 Taler. In recht schneller Folge wechselten dann die Wirtsleute und auch der Name der Herberge variierte zwischen „Weiße Rose“ und „Weißes Roß“. Ab Mitte des 18. Jahrhunderts hatte sich die Bezeichnung „Weißes Roß“ endgültig etabliert.
Von dieser Zeit an entwickelte sich das Gasthaus zu einem wichtigen Treffpunkt für Viehhändler, die zu den zweimal jährlich stattfindenden Braunschweiger Messe anreisten. Das Gebäude wurde, um größere Gesellschaften bewirten zu können, erweitert und hatte schließlich zwei Stockwerke. Im oberen fanden ab April 1786 Konzerte statt. So gastierte das erst zehnjährige „musikalische Wunderkind“ Johann Nepomuk Hummel am 25. Juli 1789 im „Weißen Roß“ und gab dort Klavierkonzerte.

Postkarte um 1900

Werbung aus dem Jahre 1909, anlässlich der 100-Jahr-Feier des Braunschweigischen Infanterie-Regiments Nr. 92

Während der Franzosenzeit in Braunschweig zwischen 1807 und 1813, war der Gastwirt Stäffe ein Gegner der Franzosen und ein Anhänger des Braunschweigischen Herzogs Friedrich Wilhelm, dem er es mehrfach ermöglichte, sich inkognito in den Räumlichkeiten des „Weißen Roßes“ mit Vertrauten zu treffen und den Widerstand gegen die napoleonischen Truppen zu organisieren. Nach dem Ende der Franzosenzeit wurde das Wirtshaus ein beliebtes Ausflugsziel für die Bürger der nahen Stadt und der Umgebung. In der Biedermeierzeit sorgte Wirt Christian Gravenhorst seit etwa 1828 durch Sommerkonzerte im angrenzenden Garten und im Winter im Obergeschoss des Fachwerkhauses für musikalische Unterhaltung seiner Kundschaft. Bereits ab 1829 war das Publikumsinteresse so groß, dass im Sommer zehn Wochen lang Konzerte gegeben wurden. Im Winter nutzte man den Konzert- und Ballsaal.
1844 zerstörte ein Großbrand das alte Fachwerkgebäude. Anschließend wurde es durch einen ebenfalls zweistöckigen, aber sehr viel größeren und komfortableren Neubau im Stil der Neoromanik mit Rundbögen und Balustraden ersetzt.
Der Niedergang des „Weißen Roßes“ kam jedoch mit dem Wachsen der Stadt über ihre mittelalterlichen Grenzen hinaus und mit der Industrialisierung ab Mitte des 19. Jahrhunderts. In Braunschweig waren von dieser Entwicklung besonders der Westen und der Norden der Stadt betroffen, wo sich zahlreiche Großunternehmen und Handwerksbetriebe ansiedelten und gleichzeitig billiger Wohnraum für die notwendigen Arbeitskräfte entstehen musste.
Während des Ersten Weltkrieges wurde der Gasthof zu einem Reserve-Lazarett umfunktioniert. Anschließend war er wieder eine Gastwirtschaft. In den 1930er Jahren wurde ein Hotel mit 31 Betten angebaut. Um 1934 feierte das „Weiße Roß“ sein 600-jähriges Bestehen. Auf der Werbung aus dieser Zeit ist als Gründungsdatum „1334“ angegeben. In der Nacht des 15. Oktober 1944 schließlich wurde das gesamte Areal, ebenso wie große Teile der Stadt durch den schwersten Bombenangriff auf Braunschweig vollständig zerstört. Ab 1948 erfolgte der Wiederaufbau – allerdings in sehr viel bescheidenerem Umfang. 1968, nur 20 Jahre später, wurde bereits wieder alles abgerissen und die Nord/LB errichtete auf einem Teil des Grundstücks eine Bankfiliale.
Auf einem anderen Teil des Geländes befand sich bis Ende 2007 noch eine kleine Kneipe namens „Weißes Ross“. Sie wurde zusammen mit der verbliebenen kleinteiligen Bebauung Ende 2007 abgerissen, um einem Einkaufszentrum Platz zu machen. Die Arbeiten wurden 2009 abgeschlossen und das Einkaufszentrum eröffnet.

## Reminiszenzen

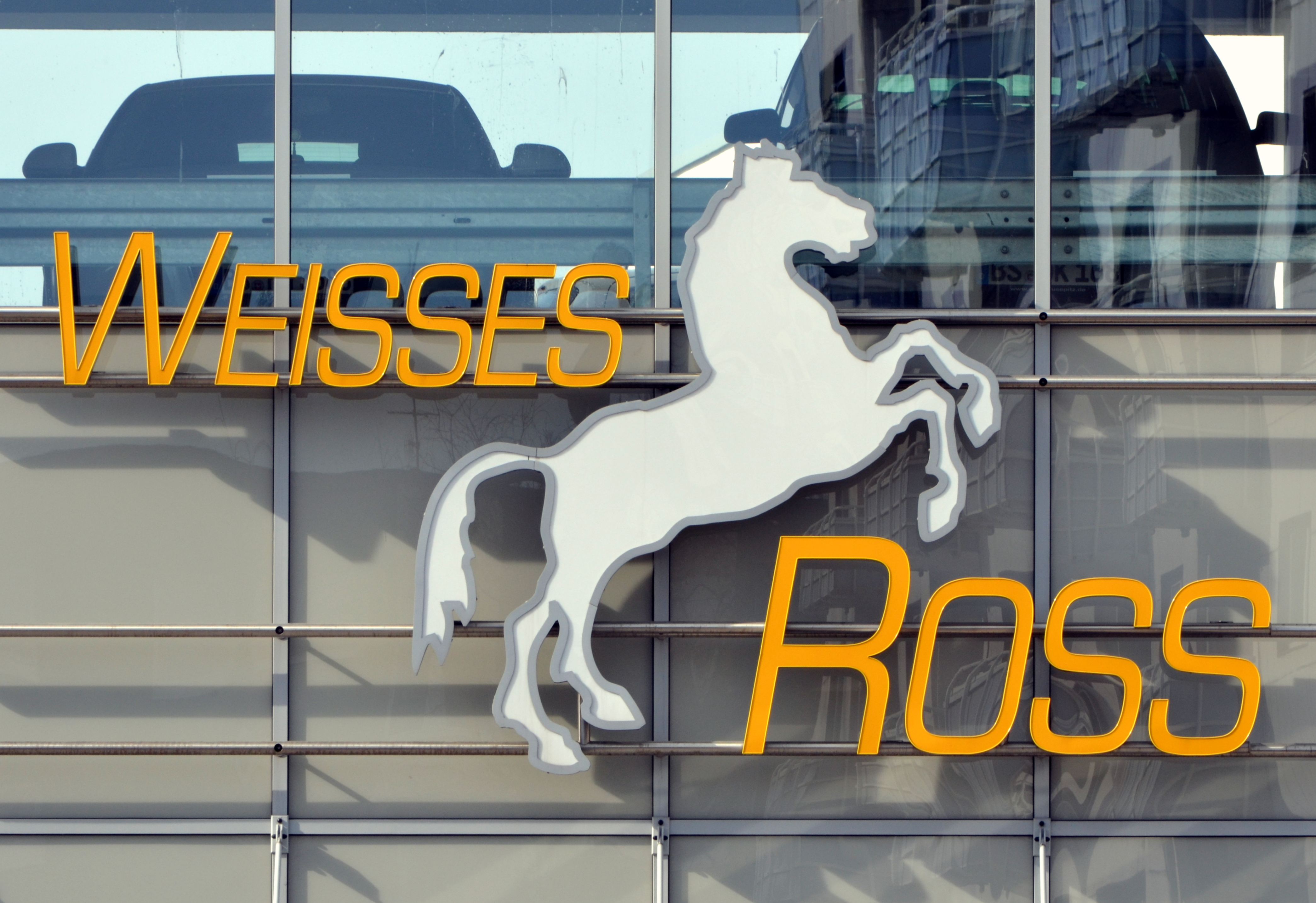
Logo des Einkaufszentrums „Weisses Ross“ im Jahre 2013

Das Einkaufszentrum erhielt den Namen „Weißes Ross“ als Reminiszenz an das beliebte Ausflugslokal. Ebenfalls als Erinnerung prangt an zwei Seiten des Gebäudes über den Eingängen ein großes weißes Pferd im Stile des Niedersachsenrosses und der Schriftzug „Weisses Ross“.
Eine in der Nähe verlaufende Straße hieß bis 1935 Roßstraße. 1935 wurde sie zu Ehren des Braunschweiger Industriellen Julius Konegen in Julius-Konegen-Straße umbenannt. In den 1890er Jahren verkehrte die erste Pferdebahn in Braunschweig. Eine Haltestelle hieß „Weißes Roß“. Noch in der Nachkriegszeit des Zweiten Weltkrieges erinnerte lange Zeit eine Bushaltestelle gleichen Namens an das bekannte Wirtshaus. Heute existiert auch sie nicht mehr. Allerdings ist auf den Schildern der Haltestelle „Amalienplatz“ der Zusatz „/Weißes Ross“ zu lesen.